# Wydział Chemii Uniwersytetu Jagiellońskiego
Wydział Chemii Uniwersytetu Jagiellońskiego – jeden z 16 wydziałów Uniwersytetu Jagiellońskiego, przekształcony formalnie z Instytutu Chemii w 1981 r. Do roku 2017 siedziba wydziału znajdowała się przy ulicy Ingardena 3 w Krakowie. Obecny gmach wydziału mieści się przy ulicy Gronostajowej 2 w Krakowie na terenie Kampusu 600-lecia Odnowienia UJ. Historia chemii na Uniwersytecie Jagiellońskim sięga XVIII wieku.
Wydział Chemii UJ należy do najlepszych jednostek akademickich w Polsce – w latach 2012–2017 posiadał status Krajowego Naukowego Ośrodka Wiodącego (KNOW), posiada również akredytację przyznawaną przez Komitet Ewaluacji Jednostek Naukowych w najwyższej kategorii A+ (ocena uzyskana w roku 2013 oraz 2017 na okres czterech lat). 
W 2010 r. Wydział Chemii UJ znalazł się w Excellence Group w rankingu organizowanym przez Centre for Higher Education Development. Od 2014 roku kierunki chemia oraz ochrona środowiska zajmują czołowe miejsca w rankingu kierunków studiów „Perspektywy”. Obecnie Wydział Chemii UJ posiada akredytacje Polskiej Komisji Akredytacyjnej (PKA) dla kierunków: chemia oraz ochrona środowiska, a także europejskie akredytacje European Chemistry Thematic Network (ECTN): „Chemistry Eurobachelor” dla kierunków chemia i chemia medyczna, „Chemistry Euromaster” dla kierunków chemia i chemia medyczna oraz akredytację „Chemistry Doctorate Eurolabel” dla studiów doktoranckich.

## Kierunki studiów
Na wydziale w roku akademickim 2020/2021 prowadzono następujące kierunki studiów:
- Chemia
- Chemia medyczna
- Chemia zrównoważonego rozwoju
- Ochrona środowiska (studia II stopnia)

Studia współtworzone:
- Biochemia
- Zaawansowane Materiały i Nanotechnologia
- Studia Matematyczno-Przyrodnicze
- Advanced Spectroscopy in Chemistry

## Struktura organizacyjna
| Zakład                                  | Kierownik                               |
| --------------------------------------- | --------------------------------------- |
| Zakład Chemii Analitycznej              | prof. dr hab. Paweł Kościelniak         |
| Zakład Chemii Fizycznej i Elektrochemii | dr hab. Paweł Wydro                     |
| Zakład Chemii Nieorganicznej            | prof. dr hab. Kinga Góra-Marek          |
| Zakład Chemii Ogólnej                   | prof. dr hab. Patrycja Dynarowicz-Łątka |
| Zakład Chemii Organicznej               | dr hab. Aleksandra Pałasz               |
| Zakład Chemii Środowiska                | dr hab. Katarzyna Hąc-Wydro             |
| Zakład Chemii Teoretycznej              | prof. dr hab. Jacek Korchowiec          |
| Zakład Dydaktyki Chemii                 | dr hab. Wacław Makowski                 |
| Zakład Fizyki Chemicznej                | prof. dr hab. Małgorzata Barańska       |
| Zakład Krystalochemii i Krystalofizyki  | prof. dr hab. Krzysztof Lewiński        |
| Zakład Metod Obliczeniowych Chemii      | dr hab. Andrzej Eilmes                  |
| Zakład Technologii Chemicznej           | prof. dr hab. Lucjan Chmielarz          |

## Władze
W kadencji 2024–2028:
| Stanowisko                     | Imię i nazwisko                  |
| ------------------------------ | -------------------------------- |
| Dziekan                        | dr hab. Piotr Pietrzyk, prof. UJ |
| Prodziekan ds. Badań Naukowych | prof. dr hab. Grzegorz Sulka     |
| Prodziekan ds. Dydaktyki       | dr hab. Paweł Wydro, prof. UJ    |
| Prodziekan ds. Rozwoju         | dr hab. Marcin Wieczorek         |

## Samorząd Studentów
Podobnie jak na innych wydziałach UJ, na Wydziale Chemii działa Wydziałowa Rada Samorządu Studentów.

## Koła Naukowe
Na Wydziale Chemii Uniwersytetu Jagiellońskiego działają dwa koła naukowe:
- Naukowe Koło Chemików Uniwersytetu Jagiellońskiego[24][25]
- Naukowe Koło Chemii Medycznej i Środowiskowej Uniwersytetu Jagiellońskiego[26]